# Автомагістраль А1 (Словенія)
Автомагістраль A1 (словен. avtocesta A1), також відома як Словеніка, становить 245,3 км завдовжки, з’єднуючи Шентіль (на австрійському кордоні) та Копер/Каподістрію (на березі Адріатичного моря). З’єднує кілька найбільших столичних районів країни, включаючи Марібор, Цельє та Любляну, аж до Словенського узбережжя та портового міста Копер.
Будівництво почалося в 1970 році, а перша ділянка була завершена в 1972 році, з'єднавши Врхніку і Постойну. Щоденна експлуатація цієї початкової ділянки почалася 29 грудня 1972 року.
Сполучення з Копером було завершено 23 листопада 2004 року. Передостанню частину, від Трояне до Благовіці, було відкрито 12 серпня 2005 року. Він також був найдорожчим, маючи вісім віадуків і два тунелі, хоча їх лише 11 км завдовжки. Остання ділянка, східна об’їзна дорога Марібора, була відкрита 14 серпня 2009 року.

## Опис маршруту
Автомагістраль A1 забезпечує сполучення Словенії та Австрії (єдиною іншою автомагістраллю з перетином кордону з Австрією є автомагістраль А2) і з самого початку була важливою трасою, оскільки з’єднувала три найбільші міста Словенії – Любляну, Марібор і Цельє. З іншого боку, це також з'єднало всі ці міста зі словенським узбережжям і забезпечило кращі умови для транзиту до порту Копер. Станом на 2013 рік це також єдина автомагістраль, яка сполучається з усіма іншими автомагістралями Словенії.

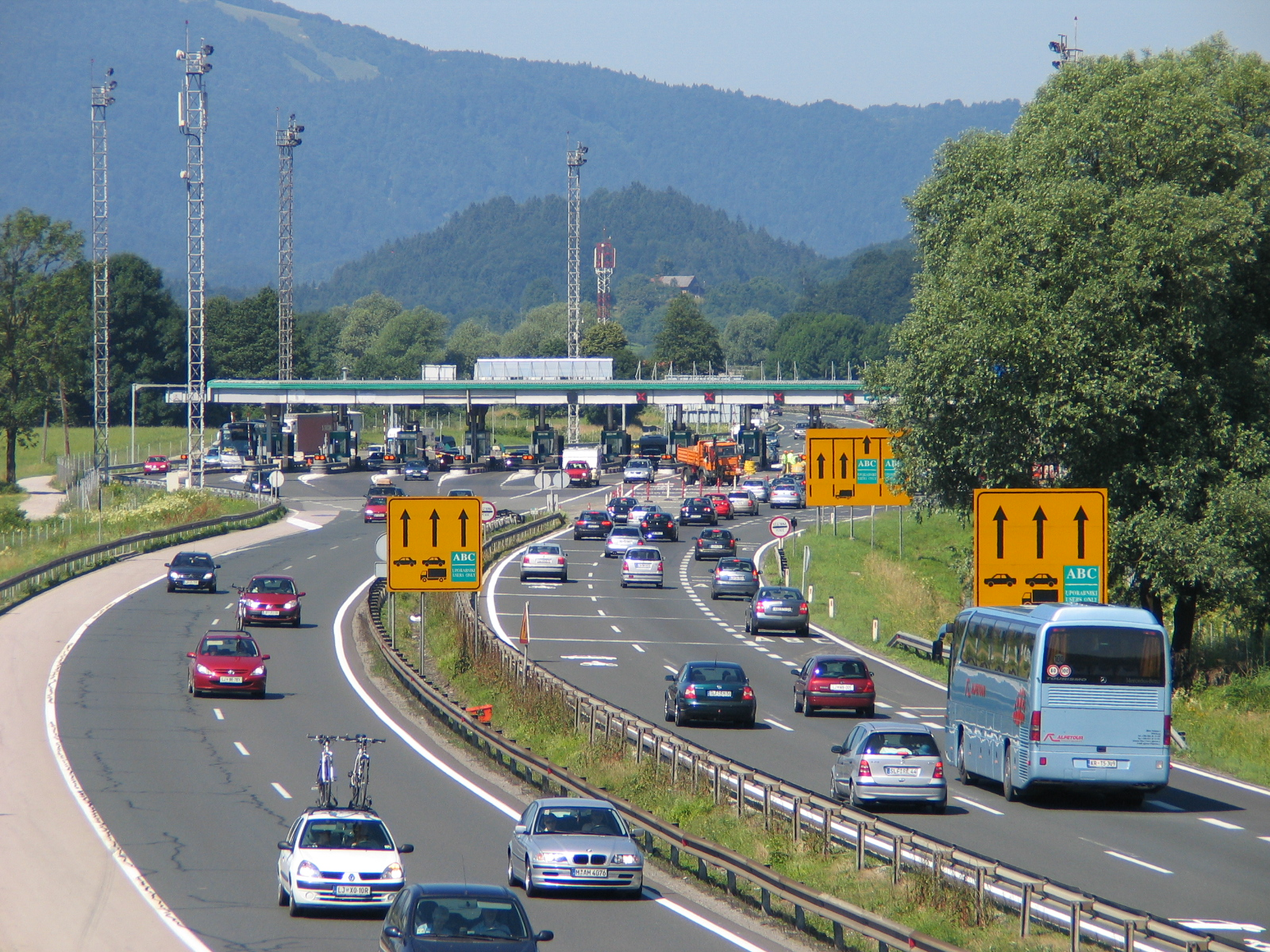
Платна станція біля Брезовиці

До 1 липня 2008 року всі транспортні засоби повинні були зупинятися біля пунктів збору та сплачувати мито. З цієї дати віньєти є обов’язковими для всіх транспортних засобів вагою до 3,5 тонн, у той час, як важчі транспортні засоби все ще повинні сплачувати мито на пунктах збору. Платні шлагбауми змінюють таким чином, щоб дві смуги руху для легких транспортних засобів (з віньєтами) більше не розділялися платними шлагбаумами, і транспортні засоби можуть проїжджати зі швидкістю 60 кілометрів на годину. Там, де платні ворота все ще стоять, як і до 1 липня 2008 року, обмеження швидкості становить 40 кілометрів на годину. З 2018 року великовагові транспортні засоби повинні платити за проїзд за допомогою електронного бортового пристрою, прикріпленого на лобовому склі, і шлагбауми більше не потрібні.
 